# Chizuko Ueno
Pour les articles homonymes, voir Ueno (homonymie).
Chizuko Ueno (上野 千鶴子, Ueno Chizuko), née le 12 juillet 1948, dans la préfecture de Toyama, est une sociologue et féministe japonaise.

## Biographie
Chizuko Ueno a été élevée au sein d'une famille chrétienne (seulement 1 % de la population japonaise est chrétienne). Dans un entretien au Japan Times, elle décrit son père comme « un sexiste complet » qui avait des attentes élevées vis-à-vis de ses deux frères, mais considérait sa fille comme une « personne de compagnie », ce qui lui a donné la liberté de faire ce qu'elle voulait. Elle a décidé d'étudier la sociologie à l'université de Kyoto. Elle y participe aux manifestations étudiantes des années 1960.
De 1979 à 1989, elle est professeure associée puis professeure à l'université pour femmes de Heian (en), avec une période de deux ans, de 1982 à 1984, où elle est chercheuse invitée aux États-Unis. Elle devient ensuite professeure à l'université Kyoto Seika, au Département des sciences humaines, de 1989 à 1994. En 1993, rejetée de plusieurs universités pour ses positions féministes qui font polémique, elle reçoit finalement une invitation de l'université de Tokyo. De 1996 à 1997, elle est membre invitée du Barnard College à l'université Columbia,.
Elle est professeure, et invitée spéciale, à la Graduate School of Core Ethics and Frontier Sciences (GSCEFS).
Au début des années 2020, les livres de Ueno deviennent des best-sellers en Chine.

## Principales publications
En 1982, dans Shufu ronsõ wo yomu (en français : lire les débats sur les femmes au foyer), elle analyse les discours sur les femmes au foyer, dans une décennie où la présence des femmes sur le marché du travail se renforce fortement au Japon, avec quelques années plus tard, des évolutions législatives significatives (loi de 1986 sur l'égalité dans le travail, puis celle de 1997 abolissant les restrictions à l'emploi féminin),. Cette même année 1982, elle publie également Sekushi gyaru no daikenkyuu (Études sur la fille sexy) où elle décrypte les messages des publicités et des médias et leur façon d'utiliser l'image des femmes.
En 1992, son ouvrage Danryu bungakuron (la littérature masculine) est une analyse critique de la littérature masculine. Deux ans plus tard, en 1994, dans Kindaikazoku no seiritsu to shuen (La famille moderne au Japon, formation et déclin), elle étudie l'évolution de la famille et les politiques de l’État en la matière, ainsi que les hommes et les femmes de moins de trente ans qui restent célibataires : « Ces évolutions ne signifient pas que les Japonais préfèrent vivre seuls, mais que, s'ils décident de vivre ensemble, c'est selon d'autres critères que leurs parents ».